# Christliche Theologische Akademie Warschau
Die Christliche Theologische Akademie Warschau (poln. Chrześcijańska Akademia Teologiczna w Warszawie) ist eine staatliche ökumenische Hochschule in Warschau (Polen), an der neben pädagogischen Studien auch evangelische, orthodoxe und altkatholische Theologie studiert werden kann.

## Studium
An der Christlichen Theologischen Akademie gibt es nur eine Fakultät, nämlich die Theologische Fakultät. Diese ist in zwei Fachbereiche gegliedert, den Fachbereich Theologie und den Fachbereich Soziale Arbeit.
Studienmöglichkeiten:
- Theologie: zehnsemestriger Magisterstudiengang in evangelischer, orthodoxer, altkatholischer Theologie.
- Religionspädagogik: zehnsemestriger Magisterstudiengang.
- Pädagogik im Bereich Soziale Arbeit: sechssemestriger Lizentiatsstudiengang (berufsqualifizierender Abschluss).
- Schulpädagogik: sechssemestriger Lizentiatsstudiengang.
- Sonderpädagogik: sechssemestriger Lizentiatsstudiengang.

Ein entsprechendes Fernstudium dieser Fächer ist ebenfalls möglich.

## Publikationen
Regelmäßig wird das Theologische Jahrbuch herausgegeben.

## Geschichte
Die Christliche Theologische Akademie ist Nachfolgerin der Fakultät für Evangelische Theologie und des Studiums für Orthodoxe Theologie, die beide nach dem Ersten Weltkrieg an der Warschauer Universität gegründet wurden.
Dem Studium für Orthodoxe Theologie wurde nach 1945 keine Genehmigung erteilt, seine Tätigkeit fortzusetzen. Die Fakultät für Evangelische Theologie wurde 1954 aus der Warschauer Universität ausgegliedert und im Zusammenwirken mit den altkatholischen Kirchen in eine selbstständige Lehranstalt umgebildet. Seitdem gibt es an der Akademie die Sektion der evangelischen Theologie und die Sektion der altkatholischen Theologie. 1957 entstand auch die Sektion der orthodoxen Theologie.
Im Studienjahr 1991/1992 wurde ein Ökumenisches Pädagogisch-Katechetisches Institut eingerichtet.
Seit 1996/1997 besteht die Möglichkeit, Soziale Arbeit zu studieren, und seit 1997/1998 auch Schul- und Sonderpädagogik.
Mit der Gründung des Doktorandenstudiums 1994 im Bereich der theologischen Wissenschaften ist die Hochschule in der Theologie vollwertig universitär ausgebaut.

## Leitung
Seit 2012 wird die Christliche Theologische Akademie von Pfr. Bogusław Milerski geleitet, der das Amt des Rektors bekleidet.
- Pfr. Wiktor Niemczyk, Lutheraner (1954–1965)
- Pfr. Woldemar Gastpary, Lutheraner (1965–1981)
- Pfr. Jan Bogusław Niemczyk, Lutheraner (1981–1987)
- Pfr. Jerzy Gryniakow, Lutheraner (1987–1990)
- Bischof Wiktor Wysoczański, Polnisch-Katholik (1990–1996)
- Erzbischof Jeremiasz Jan Anchimiuk, Orthodoxer (1996–2002)
- Bischof Wiktor Wysoczański, Polnisch-Katholik (2002 – 2008)
- Erzbischof Jeremiasz Jan Anchimiuk, Orthodoxer (2008–2012)

## Partneruniversitäten
Mit der Evangelisch-Theologischen Fakultät der Universität Bonn und mit dem Institut für Christkatholische Theologie der Universität Bern besteht ein Partnerschaftsvertrag.
Daneben bestehen enge Kontakte mit der Moskauer Geistliche Akademie in Sergijew Possad (früher: Zagorsk), den orthodoxen Hochschulen Athen und Paris sowie mit dem Institut für Evangelische Theologie und Religionspädagogik der Universität Oldenburg.